# Pascal Dusapin
Pascal Dusapin   (Nancy, 29 de maig de 1955) és un compositor francès nascut a Nancy, França. La seva música està marcada per la seva micra tonalitat, tensió i energia.
Deixeble d'Iannis Xenakis i Franco Donatoni i admirador de Varèse, Dusapin va estudiar a la Universitat de París I i a París VIII durant els anys setanta. La seva música està plena de "restricció romàntica". Tot i ser pianista, es va negar a compondre per al piano fins al 1997. Les seves melodies tenen una qualitat vocal, fins i tot en obres purament instrumentals.
Dusapin ha compost obres en solitari, de cambra, orquestrals, vocals i corals, així com diverses òperes, i ha estat guardonat amb nombrosos premis i guardons.

## Educació i influències
Mentors de compositor
Dusapin va estudiar musicologia, arts plàstiques i ciències de l'art a la Universitat de "París I" i "París VIII" a principis dels anys setanta. Va sentir un cert "xoc" en escoltar lArcana (1927) d'Edgar Varèse, i un xoc similar quan va assistir a l'actuació multimèdia Polytope de Cluny d'Iannis Xenakis el 1972, tot i que va sentir "una major proximitat" a aquest darrer compositor. A causa de la seva atracció per la música de Xenakis, Dusapin va estudiar amb el compositor a la Sorbona de París, on va romandre estudiant del 1974 al 1978. Les seves classes amb Xenakis incloïen assignatures com estètica i ciències. Dusapin també va estudiar amb el compositor italià Franco Donatoni, que va ser convidat a la Universitat de Vincennes (París VIII) el 1976. Tot i que els estudis de Dusapin amb aquests compositors van constituir una base per als seus estudis de composició, sobretot per la seva comprensió de les masses sonores, va desenvolupar els seus propis llenguatge musical. Segons I. Stoïnova, "Encara que unit a... Varèse, Xenakis, Donatoni, Dusapin és tanmateix completament solitari perquè no només és conscient del seu llegat, sinó també de la distància que el separa dels seus mentors: una distància creativa de un ordre i una sensibilitat estètics, una manera d'existir en els sons". Va absorbir estils i idees d'aquests compositors i els va transformar per adaptar-los a les seves pròpies necessitats musicals.

## Altres influències
A més d'estar influenciada per compositors com Varèse i Xenakis que s’ocupaven de masses sonores, la música de Dusapin també mostra la influència d'altres tradicions musicals, inclòs el jazz. De fet, va ser un cop pianista de jazz, tot i que fins al 1997 es va negar a incloure el piano en les seves composicions. Començant a finals dels vuitanta amb la seva peça Aks (1987) i continuant als anys noranta, Dusapin va incorporar la música popular francesa al seu llenguatge musical. A Aks, per encàrrec de la Société des Amis du Musé des Arts et Traditions Populaires, Dusapin cita immediatament una melodia folk, però la resta de la peça es compon independentment de la cançó popular. L'obra de Dusapin de la dècada de 1990 il·lustra encara més la influència de la música popular a través del seu ús freqüent de drons i l'ús de modes restringits, tot i que sovint no tenen centres tonals evidents. Altres fonts d'inspiració són les arts gràfiques i la poesia.

## Estil musical
Instrumentació
Una manera en què Dusapin es distingeix d'altres compositors contemporanis és mitjançant la selecció de certs instruments i el rebuig d'altres. A diferència de Xenakis, evita l'ús de l'electrònica i la tecnologia en la seva música. De la mateixa manera, ha eliminat de les seves obres l'ús de percussions diferents dels timbals. Fins fa poc, Dusapin també va rebutjar l'ús d'instruments de teclat, tot i que toca l'orgue i el piano de jazz. Com a possible raó del rebuig d'aquests instruments per part de Dusapin, Stoïnova suggereix: "L'escala i el timbre estàtic del piano, així com les sorolloses i uniformes textures de percussió, són incorporades amb dificultat per Dusapin a la seva perspectiva microtonal que sembla definir el molt essència del seu melodisme dinàmic". Stoïnova, però, va escriure aquest article quatre anys abans que Dusapin acabés Trio Rombach (1997) per a piano, violí o clarinet i violoncel. Aquest trio de piano va ser el primer treball en què Dusapin va incorporar el piano, i fins al 2001 no va completar una peça per a piano sol, Sept Études (1999-2001).
Microtonalitat
Dusapin rebutja les formes jeràrquiques i binàries de la majoria de la música europea, però tampoc la seva música és aleatòria. Dusapin caracteritza la forma "jeràrquica" europea com a pensament en termes de variacions, de manera que certes parts sempre tenen més importància que d'altres. En lloc de compondre d'aquesta manera, Dusapin sembla compondre mesura a mesura, decidint què vol passar després quan hi arribi. Aquest procés al·ludeix lleugerament a l'aspecte casual de la música aleatòria, però la música de Dusapin està composta amb tanta precisió que no pot ser realment aleatòrica. Stoïnova escriu: "Pel que fa a la música de Dusapin, podem observar un principi d'autoorganització i complexitat en el sistema compositiu mitjançant la integració o l'assimilació de pertorbacions aleatòries", sovint evoca modismes aleatoris, tot i que ho nota tot i manté el control de la seva música. Evita la repetició i rebutja l'estabilitat i la redundància en la música, que és una altra característica distintiva de la seva música.
Tensió, energia i moviment
Potser l'element més destacat i únic de la música de Dusapin és la seva tensió, energia i sentit del moviment incorporats. De fet, en el seu article sobre Dusapin, Julian Anderson cita les "tensions que contenen" i el "vol explosiu" com els dos extrems de la música antiga de Dusapin i afirma que aquests idiomes són els que fan que la música del compositor sigui tan individual. Stoïnova també posa l'èmfasi en l'energia que hi ha a les composicions anteriors de Dusapin, donant crèdit a l'ús que fa Dusapin de registres extrems, llengüeta flotant, trills, microintervals, glissandi, multifònica, articulacions ràpides, dinàmica dràstica i respiració contínua. Aquestes característiques úniques fan que la música de Dusapin sigui increïblement intensa i exigent per als seus intèrprets. De fet, la intensitat és tal que Dusapin fa conscientment que peces com Musique captive (1980) tinguin una durada curta (en aquest cas, tres minuts), ja que pels seus extrems els músics i els oients estan completament esgotats.
Característiques posteriors
Moltes de les característiques comentades anteriorment són especialment freqüents en les obres anteriors de Dusapin, especialment les dels anys vuitanta. A partir de la dècada següent, el treball de Dusapin es va avançar cada vegada més cap a una major simplicitat harmònica i melòdica. Paul Griffiths assenyala que les obres de Dusapin dels anys noranta van ser concebudes de manera més harmònica que la seva música anterior i que incorporen més tradicions populars, inclòs l'ús de drons i modes. A més, suggereix que Dusapin va continuar simplificant la seva música a mesura que es va traslladar al segle XXI i que, tot i que el compositor encara evita el diatonicisme, utilitza tècniques com oscil·lar entre dues notes i patrons petits que varien constantment, que impliquen més repeticions que el seu passat musical.

## Col·laboració amb Accroche Note
La instrumentació de la música de Dusapin es basa sovint en els reproductors disponibles i, durant els anys vuitanta i noranta, va escriure sovint per a lEnsemble Accroche Note, un nou grup musical amb seu a Estrasburg fundat per un cantant i clarinetista. Ian Pace proposa que la influència del clarinetista del grup Armand Angster podria ser un motiu de la importància del clarinet en gran part de la música de Dusapin d'aquest període. Griffiths, també, fa notar l'important paper del clarinet en la sèrie de peces més curtes que Dusapin va escriure després de finalitzar la seva primera òpera, Roméo et Juliette (1985-89). La tendència de Dusapin a escriure per a instrumentistes específics (en aquest cas, el clarinetista Angster) revela un vessant pràctic i realista del compositor.

## Obres notables
Musique captive (1980) i Musique fugitive (1980)
Dues de les primeres obres de Dusapin compostes el mateix any, Musique captive (1980) i Musique fugitive (1980), podrien ser estudiades juntes perquè són inestables i pretenen evitar qualsevol tipus de repetició. Al mateix temps, però, les peces procuren assolir aquests objectius de dues maneres molt diferents. Musique captive està escrit per a nou instruments de vent (piccolo, oboè, saxo soprano, clarinet baix, clarinet contrabaix, contrabaix, dues trompetes i trombó baix) i dura només tres minuts, ja que, com suggereix Stoïnova, la tensió i les altes exigències els intèrprets són tals que la peça no podia durar més. Stoïnova descriu, a més, la peça com a destrucció interna, escrivint: "Les idees musicals d'aquesta peça (textures de tremolo, una figura cromàtica en augment, crescendi violent, una massa de detalls en expansió, etc.) es destrueixen mútuament o, per ser més exactes, s'aniquen" Dusapin llença així moltes idees musicals, un concepte que Pace relaciona amb el free jazz. La música resultant és altament inestable i simplement no pot suportar més de tres minuts de durada. La peça es va representar per primera vegada el juliol de 1981 a La Rochelle, França.
Musique fugitive, per la seva banda, aconsegueix la seva inestabilitat a través de "ruptures" musicals. Escrita per a trio de corda, la peça evita el procés tradicional de declaració i variació, trencant així de qualsevol sentit d'unitat i continuïtat. Dusapin aconsegueix aquest efecte afirmant una idea, i després canviant bruscament de rumb a través del silenci sobtat o de la introducció d'una nova progressió musical. Estrenada a Aix-en-Provence, França, el juny de 1980, Musique fugitive, afirma Pugin, s'ha convertit en "pràcticament una peça de repertori a França". La gravació de la peça Arditti String Quartet es pot escoltar a Spotify.
La Rivière (1979) i L'Avenc (1980–81)
La Rivière (1979) i L'Avenc (1980–81) són dues peces orquestrals basades en idees de natura que, segons Julian Anderson, mostren el "costat més exuberant i violent de l'estil de Dusapin". Ambdues peces se centren sobre les característiques de l'aigua i simbolitza la seva fluïdesa i força a través de la música. La primera peça s'obre amb violoncel solista, que "s'estén" i "absorbeix" tota l'orquestra, com faria l'aigua. De fet, en aquesta peça Dusapin pretén realitzar el "moviment de velocitats canviants, de la força del flux". L'Avenc, en canvi, capta la imatge de l'aigua que degota lentament i obre un buit a la pedra. Concert per a flauta i orquestra, l'obra comença amb la flauta amb prou feines que es pot escoltar sobre l'orquestra, però es va avançant gradualment a través de la textura orquestral fins que és la veu destacada de l'obra. Així, la flauta representa l'aigua que goteja i l'orquestra la pedra. La flauta toca sense parar durant deu minuts, sempre empenyent contra l'orquestra i, finalment, surt a la part superior. Ambdues peces es van estrenar a Metz, França: La Rivière el novembre de 1979 i L'Avenc el novembre de 1983.
Niobé ou le Rocher de Sypile (1982)
Niobé ou le Rocher de Sypile] (1982) és una obra de trenta-vuit minuts per a dotze veus mixtes, soprano solista (Niobé), i vuit instruments (oboè que dobla la trompa anglesa, dos clarinets [el segon clarinet baix doble], dos fagots [el segon contrafagot que duplica], trompeta i dos trombons tenors), amb un text neollatí de Martine Irzenski. El text d'Irzenski està extret de fragments d'obres literàries llatines i no necessàriament segueix la cronologia del mite grec de Niobe. El mateix Dusapin classifica l'obra com un "oratori escènic", més que una òpera o una peça de teatre musical, i en ell torna a evitar la repetició i la continuïtat i busca establir connexions texturals lliurement. La veu de soprano solista s'enfronta a les dotze veus del cor mixt, que tenen diversos propòsits al llarg de l'obra, de vegades ampliant el timbre de la veu de Niobé, de vegades movent-se en relació al text. En el seu article sobre Dusapin, Anderson també destaca la varietat de tècniques i textures vocals utilitzades a l'oratori, incloent acords microtonals per al cor i la línia de soprano monòdica al final del treball. A través del seu text no lineal i de múltiples capes texturals, Niobé ou le Rocher de Sypile manté la mateixa sensació de discontinuïtat que les anteriors obres de cambra de Dusapin. L'obra es va representar per primera vegada a París el 16 de juny de 1984.
Roméo i Juliette (1985-88)
Segons Ian Pace, la primera òpera de Dusapin, Roméo et Juliette (1985-88), és l'"obra fonamental" de la carrera del compositor, ja que és en aquesta obra on combina "adequadament" les seves idees narratives amb l'àmbit teatral. Pugin considera l'òpera de Dusapin com un retorn a l'estil "més fructífer" de Niobé i cita les peces vocals de Dusapin Mimi (1986-1987), Il-Li-Ko (1987) i Anacoluthe (1987) com a peces d'estudi per a la creació de la seva primera òpera, particularment per a la configuració de la llengua francesa. Mentrestant, Anderson assenyala la major quantitat de lirisme que existeix en l'òpera de Dusapin en comparació amb les seves obres anteriors. Els tres autors semblen estar d'acord que l'òpera és un punt destacable de la carrera compositiva de Dusapin.
El llibret, escrit per Olivier Cadiot, es divideix en nou números: els quatre primers tracten sobre esdeveniments anteriors a la revolució, els quatre últims que impliquen esdeveniments posteriors a la revolució i el cinquè i central és la revolució mateixa. Aquest moviment central és l'únic que toca purament l'orquestra. L'òpera no se centra només en Roméo i Juliette, sinó també en els seus dobles, Roméo 2 i Juliette 2, que apareixen abans de la revolució i que semblen simbolitzar "una expansió de les seves personalitats". L'òpera també inclou un cor que comenta sobre l'acció i un quartet vocal que serveix d'intermediari i ensenya conceptes revolucionaris de Roméo i Juliette. Finalment, hi ha el personatge de Bill, que ensenya a cantar a Roméo i Juliette, però que ell mateix només parla fins al vuitè número, quan finalment també canta. A la segona meitat de l'obra, els personatges discuteixen la possibilitat de crear una òpera real, només per descobrir la "impossibilitat de l'òpera, la història i fins i tot el llenguatge mateix", i la música es divideix en microtonalitat i fragmentació. L'òpera es va estrenar el 10 de juny de 1989 a Montpeller, França.
Set solos per a orquestra (1992-2009)
El seu següent gran projecte va ser el cicle orquestral a gran escala Set solos per a orquestra compost entre 1992 i 2009. Consta de set obres que es poden tocar de forma independent però que van ser concebudes des del principi en conjunt.

En paraules del compositor:
| « | <A principis de la dècada de 1990 volia fugir dels temps d'execució d'entre deu i vint minuts que sempre s'associen a encàrrecs d'orquestra. Com que ningú no m'oferia encàrrecs per produir formes simfòniques més llargues, vaig decidir esperar el meu temps. Somiava amb una forma complexa i estesa que comprenia set episodis autònoms que es regeneressin des de dins, fecundessin altres possibilitats i proliferessin als intersticis deixats oberts...> | » |

 El cicle tracta l'orquestra com un instrument solista de grans dimensions i és el Dusapin més proper al pensament simfònic tradicional.

## Últims projectes
Al maig de 2016, Alisa Weilerstein i lOrquestra Simfònica de Chicago van estrenar Outscape, el segon concert per a violoncel de Dusapin, amb una recepció crítica positiva.
La seva òpera més recent, Macbeth Underworld, es va estrenar al Théâtre de la Monnaie a Brussel·les el setembre de 2019.

## Premis i guardons
- 1979 - Premi Hervé Dugardin (SACEM)
- 1981–83 - Becari a la Villa Medici de Roma
- 1993–94 - Compositor resident a l'Orquestra Nacional de Lió
- 1993 - Premi de l'Académie des Beaux-Arts
- 1993 - Prix du Syndicat de la Critique (Premi del Cercle de la Crítica)
- 1994 - Premi SACEM de música simfònica
- 1995 - El Ministeri de Cultura francès li atorga el Gran Premi Nacional de Música
- 1998 - Victoire de la Musique el 1998 per un CD gravat per l'Orchestre National de Lyon i "Compositor de l'any" el 2002.
- 2007 - Premi Dan David (compartit amb Zubin Mehta)